# Rävegöl
Rävegöl är en sjö i Vetlanda kommun i Småland och ingår i Emåns huvudavrinningsområde. Sjön är 8,4 meter djup, har en yta på 0,017 kvadratkilometer och befinner sig 206 meter över havet.